# Coelioxys ateneata
Coelioxys ateneata là một loài Hymenoptera trong họ Megachilidae. Loài này được Strand mô tả khoa học năm 1920.